# 三阳广场
31°34′38″N 120°17′44″E / 31.57727°N 120.29557°E
三阳广场，是位于中华人民共和国江苏省无锡市的一个广场，其位于无锡市中心、是无锡市地铁一号线与二号线的交口。

## 特点
三阳广场东起图书馆路，西至石皮路和沈果巷，南至崇宁路和后西溪，北至复兴路。在改造前是人民路与中山路交汇处，周围主要由无锡商业大厦、天安大厦、百盛购物中心、中银大厦、珠宝城相围，是无锡市民聚集、购物的主要地区。

## 图库

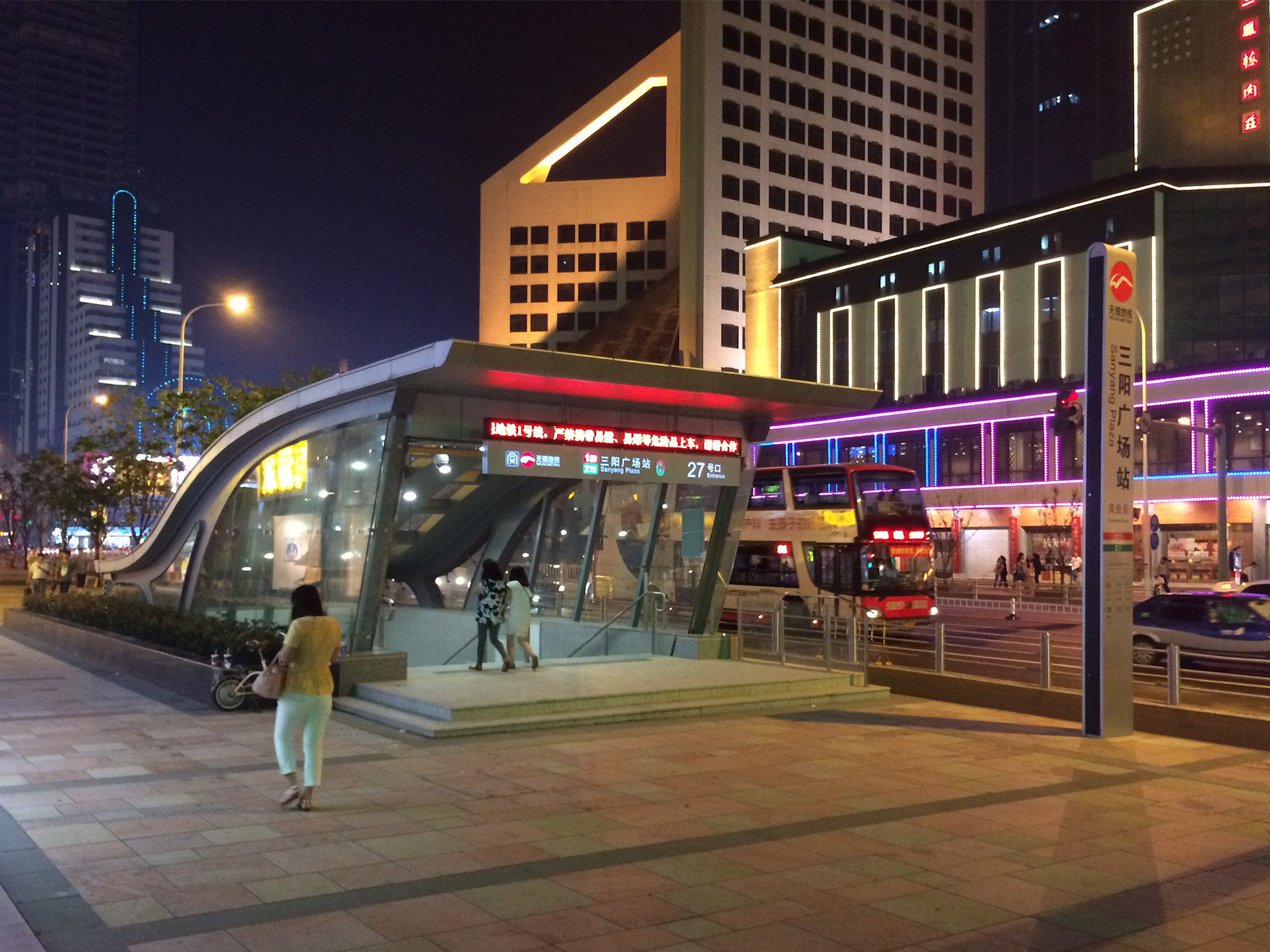
三阳广场站第27出口
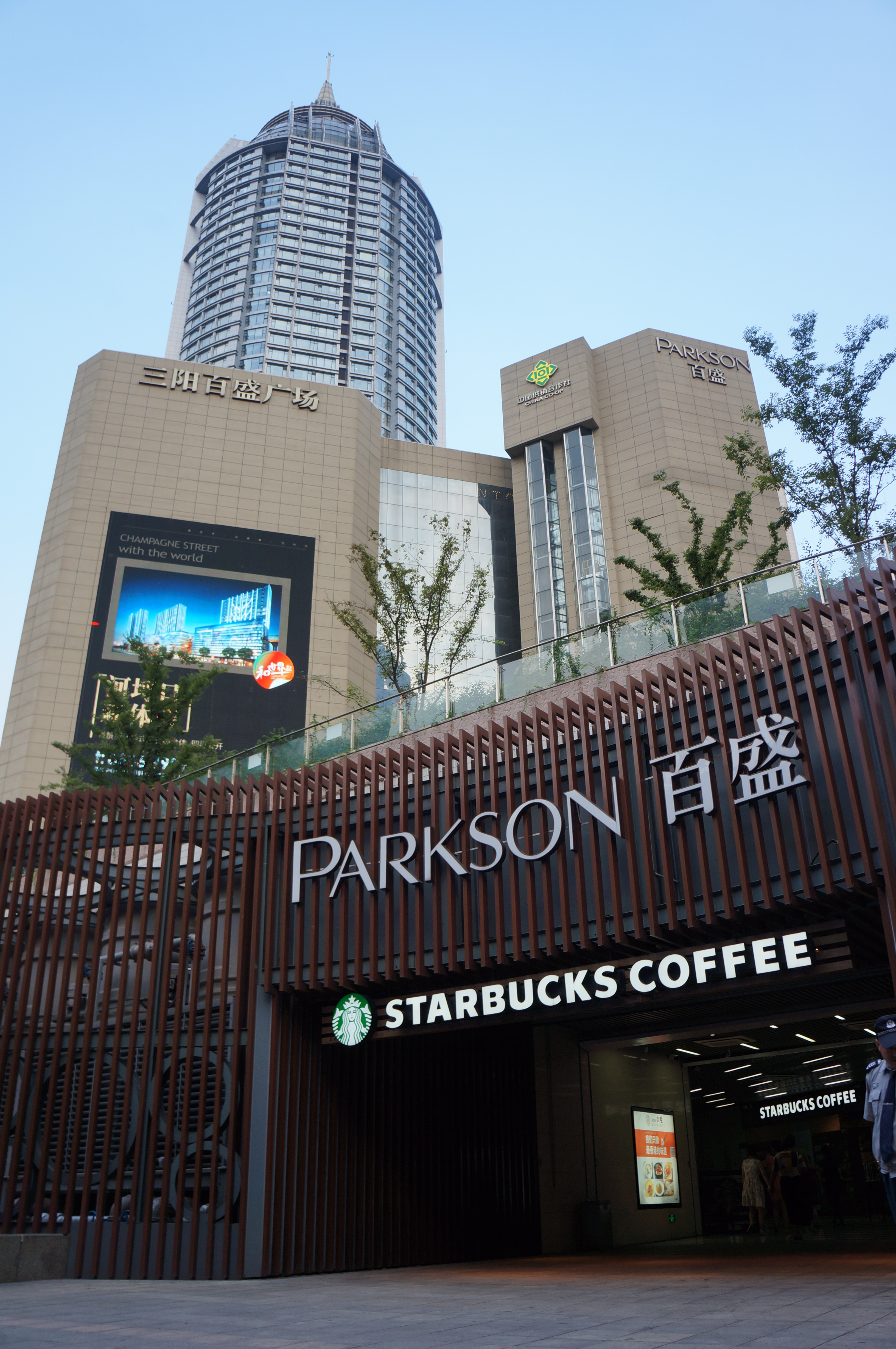
三阳百盛广场
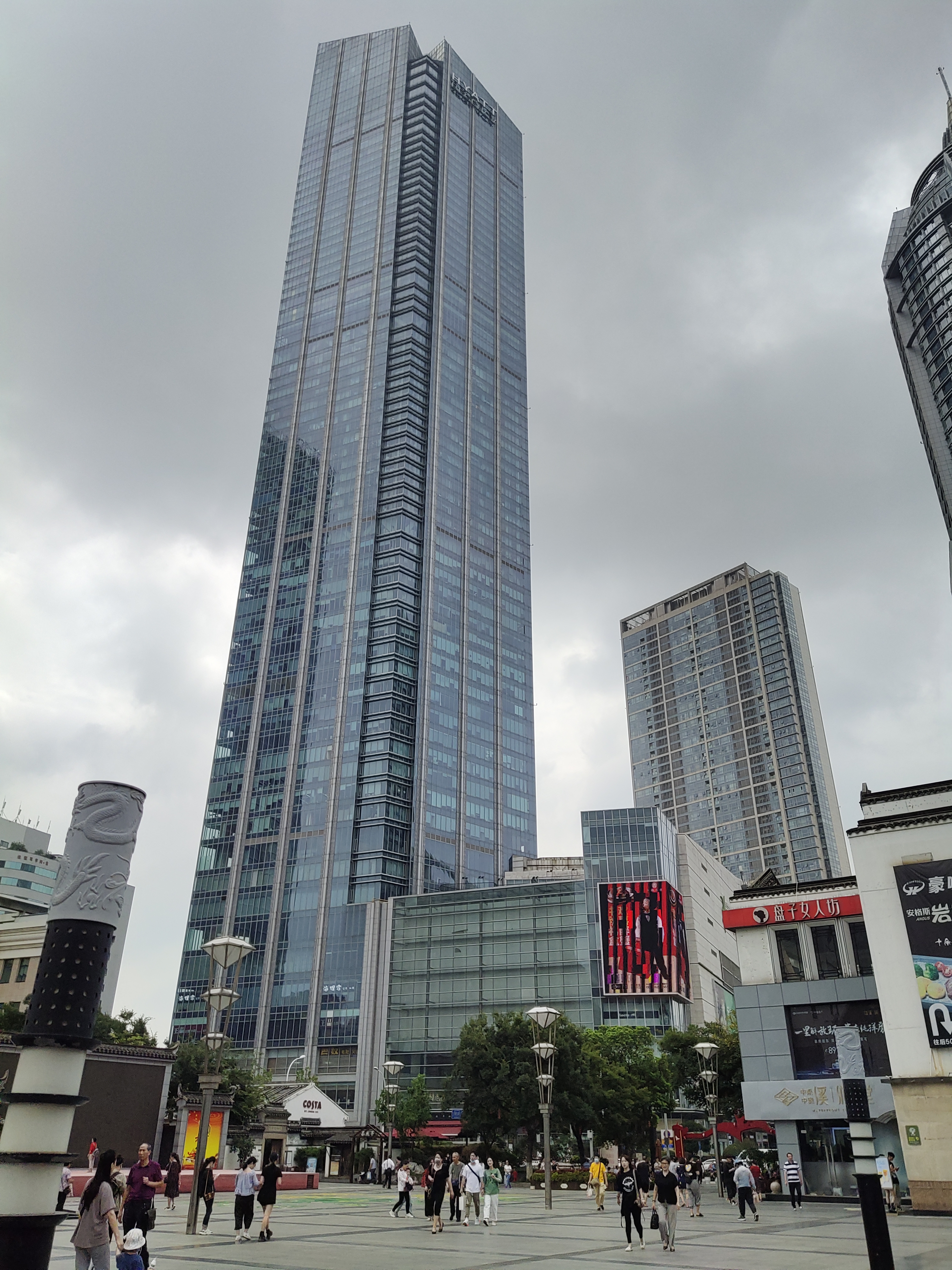
无锡苏宁广场
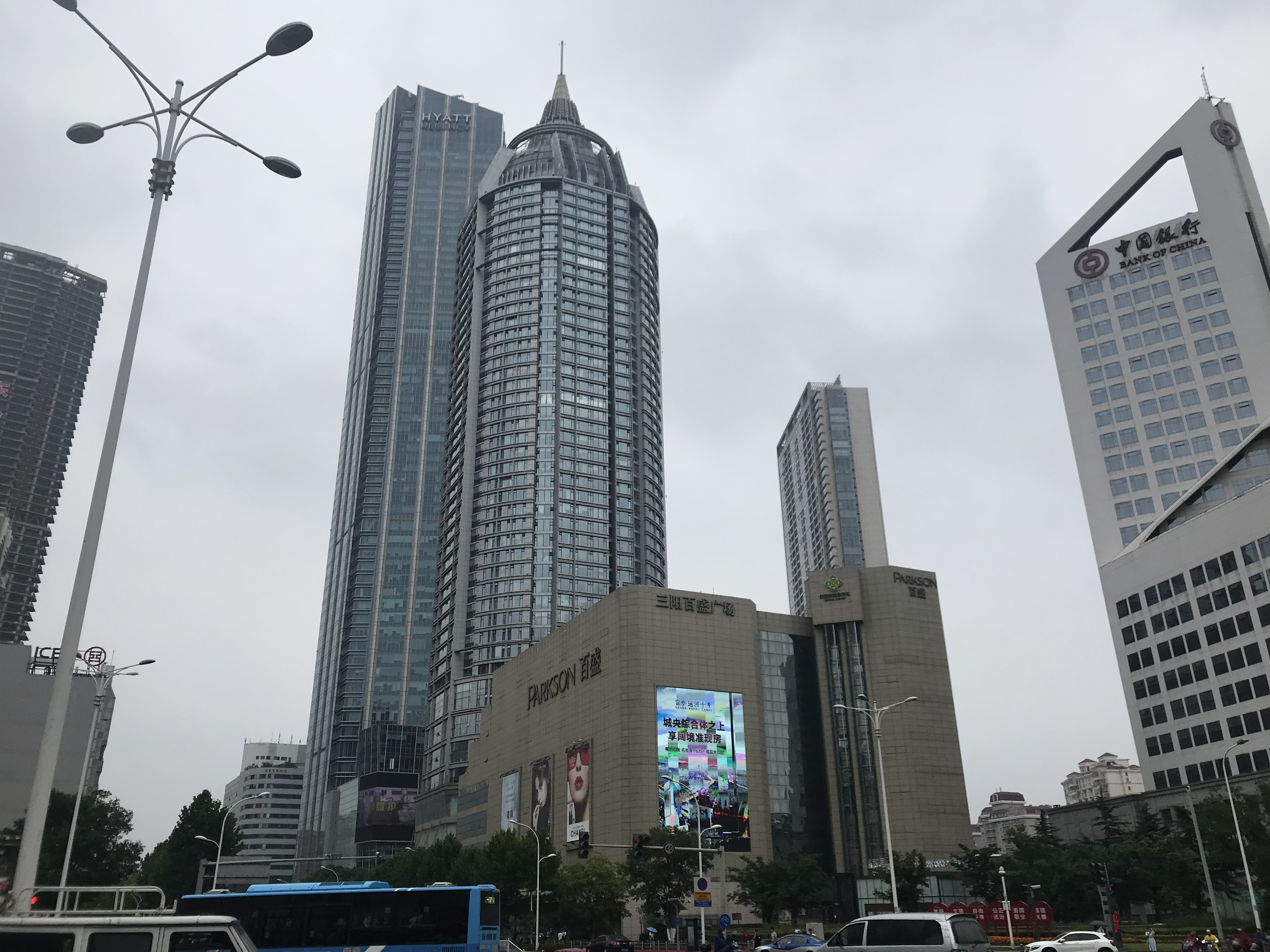
三阳百盛广场及右侧的中国银行无锡分行大楼
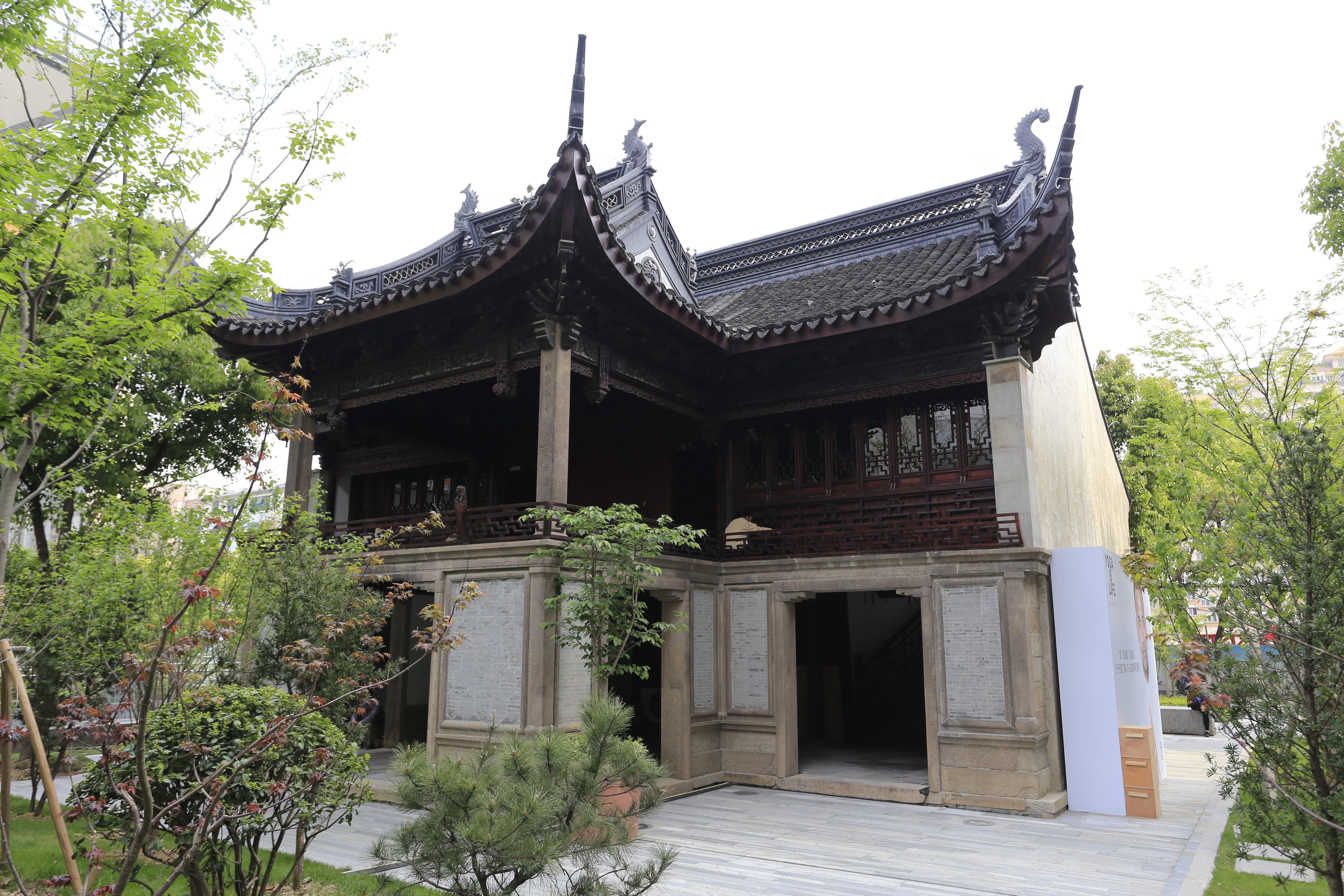
恒隆广场中的无锡县城隍庙旧址
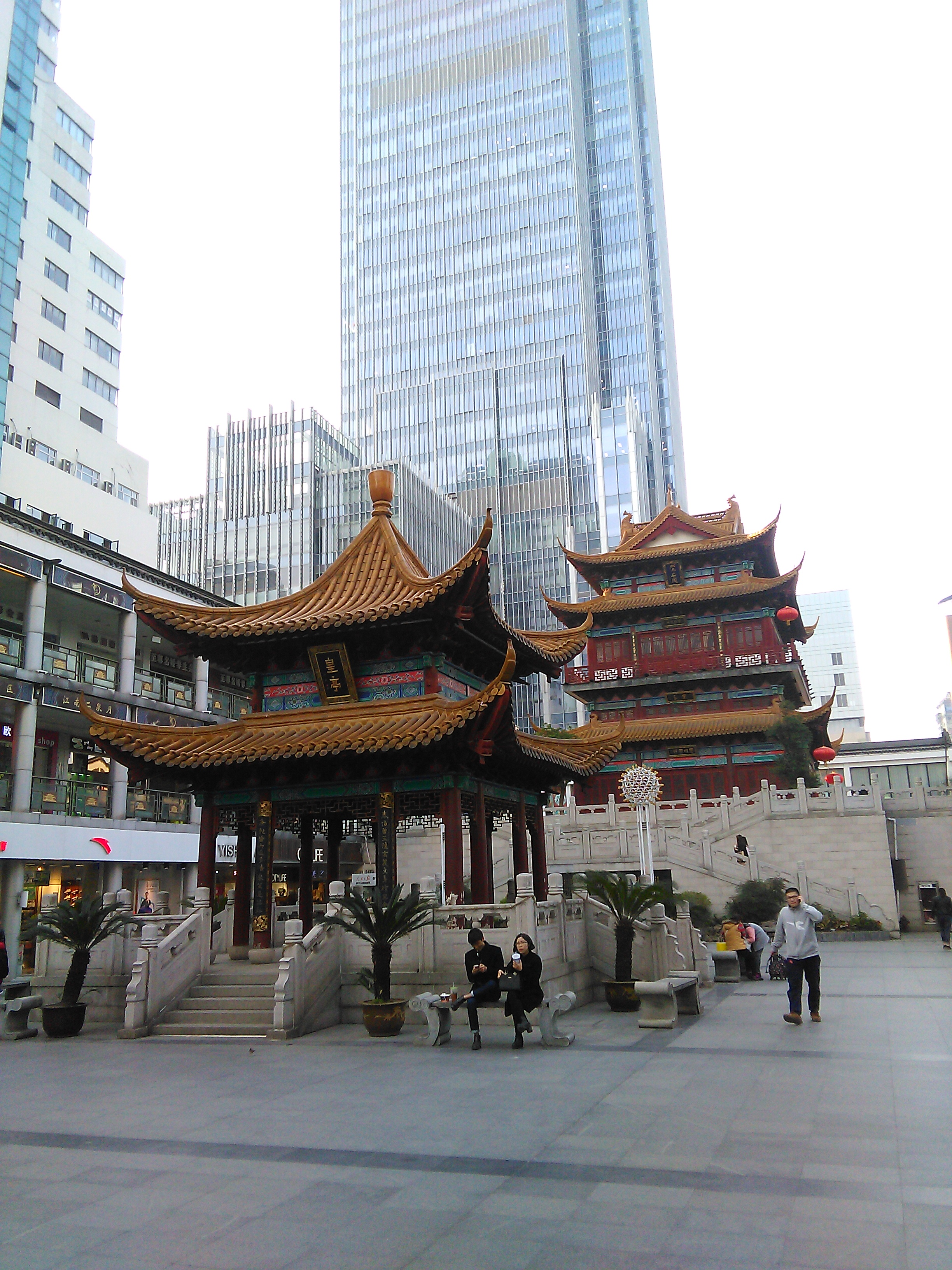
广场北侧的崇安寺步行街
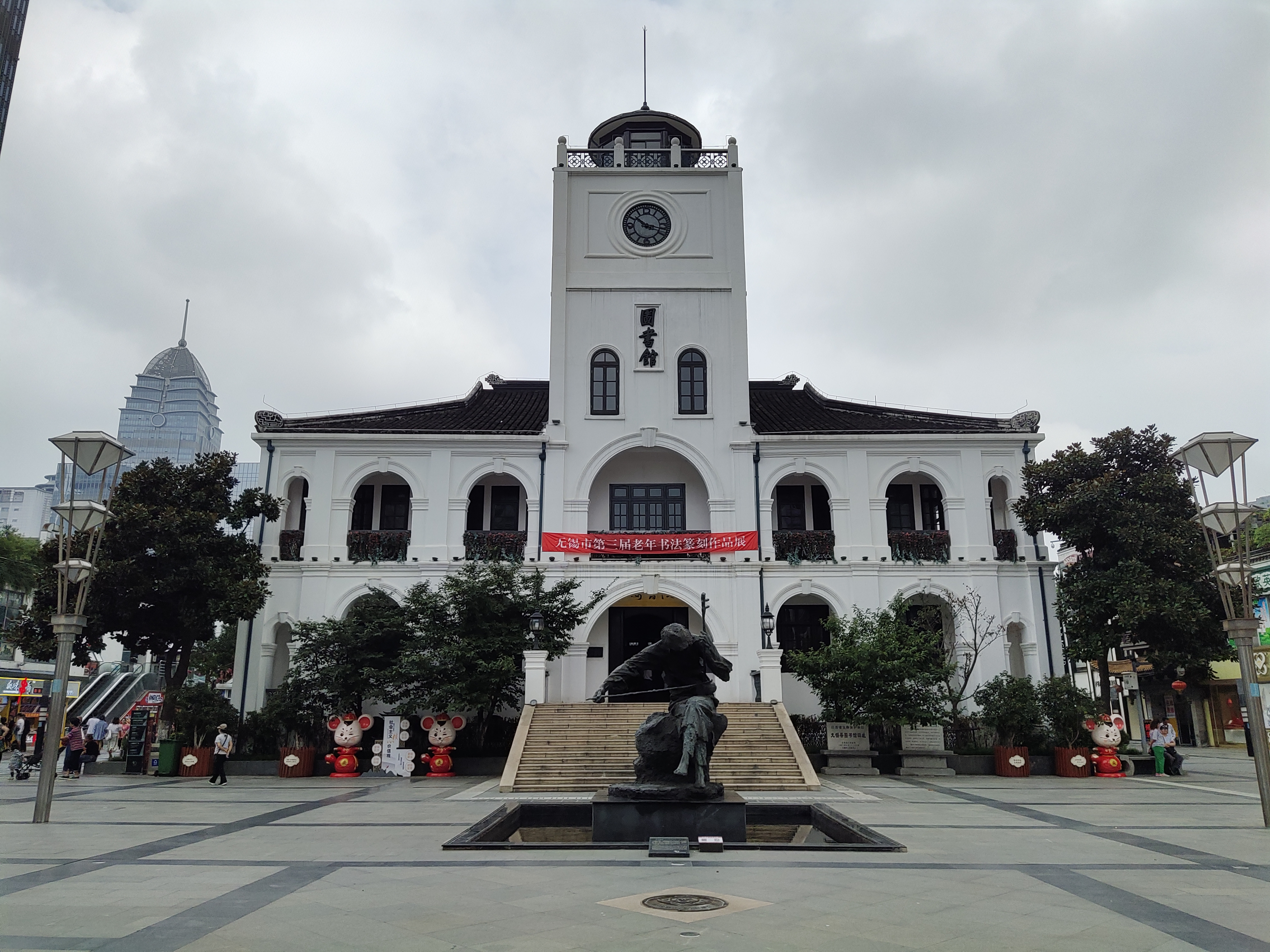
无锡县图书馆旧址
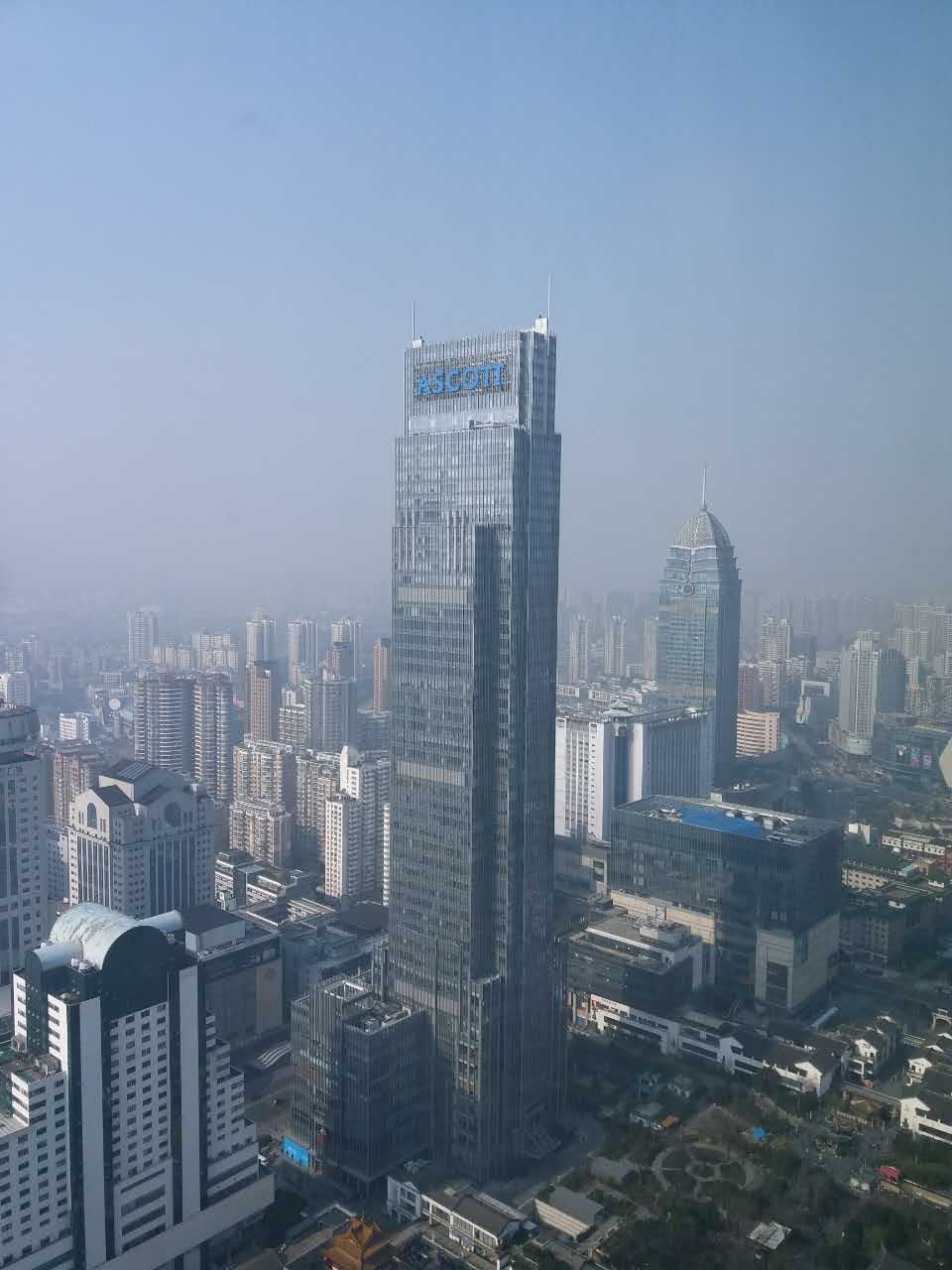
广场北侧的云蝠大厦

## 相关
- 三阳广场站